# زبان هوسه
زبان هوسه یا هوسا (Harshen/Halshen Hausa یا هَرْشَن هَوْسَ‎) یک زبان نیجریه‌ای است که توسط مردم هوسه در چاد، نیمه شمالی نیجریه، غنا، کامرون، بنین و نیمه جنوبی نیجر گفتگو می‌شود و دارای اقلیت‌های برجسته‌ای در سودان و ساحل عاج است.
هوسه عضوی از خانواده زبان‌های آفروآسیایی است و رایج‌ترین زبان در شاخه چادی این خانواده است. اتنولوگ تخمین زده‌است که حدود ۴۷ میلیون نفر به این زبان به عنوان زبان اول صحبت می‌کنند و ۲۵ میلیون نفر دیگر نیز گویشور آن به عنوان زبان دوم هستند که تعداد کل سخنرانان هوسه را به ۷۲ میلیون نفر می‌رساند.
هوسه زبان میانجی بخش بزرگی از غرب آفریقاست و رسانه‌های فراوانی به این زبان فعالیت می‌کنند. در نیجریه، صنعت فیلم به زبان هوسه به نام کانی‌وود شناخته می‌شود.

## دسته‌بندی
هوسه متعلق به زیرگروه زبان‌های چادی غربی از گروه زبان‌های چادی است که به نوبه خود بخشی از خانواده زبان‌های آفروآسیایی است.

## پراکندگی جغرافیایی

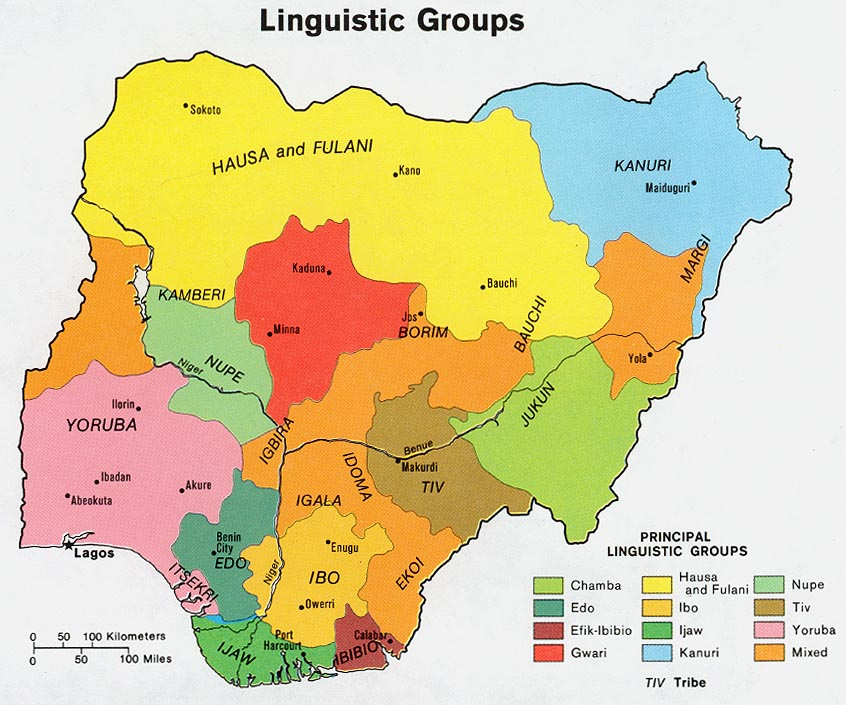
گروه‌های زبانی نیجریه در سال ۱۹۷۹

گویشوران بومی هوسه، مردم هوسه هستند که بیشتر در جنوب نیجر و شمال نیجریه یافت می‌شوند. افزون بر این، این زبان در بیشتر مناطق شمالی نیجریه، کامرون، غنا و همچنین به‌عنوان یک زبان میانجی در بخش بزرگ‌تری از غرب آفریقا (بنین، غنا، کامرون، توگو، چاد و بخش‌هایی از سودان) توسط غیر بومی‌ها استفاده می‌شود.

### گویش‌ها
هوسه در سراسر جغرافیای گویشوران خود دارای یکنواختی گسترده‌ای است. با این حال، زبان‌شناسان مناطق گویشی را با دسته ای از ویژگی‌های مشخصه هر یک شناسایی کرده‌اند. از گویش‌های هوسه می‌توان به آباکواردیا، آدارانچی، آرائوچی، داماگارانچی، داورانچی، گوبریچی، گوبانچی، هادجیانچی، کابانچی، کانانچی، کاتاگومچی، کاتسینانچی، کورفایانچی، کوانانچی، سوکوتانچی، زامفارانچی و زازاگانچی اشاره کرد.

## واج‌شناسی

### همخوان‌ها
هوسه بسته به گویش بین ۲۳ تا ۲۵ واج همخوان دارد.
|                  |         | دولبی | لثوی                                         | پسالثوی                                    | پشتی   | پشتی | پشتی | چاکنایی |
| کامی             | نرم‌کامی | دولبی | لثوی                                         | پسالثوی                                    | لبی‌شده |      |      | چاکنایی |
| ---------------- | ------- | ----- | -------------------------------------------- | ------------------------------------------ | ------ | ---- | ---- | ------- |
| خیشومی           | خیشومی  | m     | n                                            |                                            |        |      |      |         |
| انسدادی/ انسایشی | مکیده   | ɓ     | ɗ                                            |                                            |        |      |      |         |
| انسدادی/ انسایشی | واک‌دار  | b     | d                                            | (Error: {{آوا}}: برچسب زبان ناشناخته: dʒ)ʒ | ɟ      | ɡ    | ɡʷ   |         |
| انسدادی/ انسایشی | بی‌واک   |       | t                                            | tʃ                                         | c      | k    | kʷ   | ʔ       |
| انسدادی/ انسایشی | پرانشی  |       | (Error: {{آوا}}: برچسب زبان ناشناخته: tsʼ)sʼ | (tʃʼ)                                      | cʼ     | kʼ   | kʷʼ  |         |
| سایشی            | واک‌دار  |       | z                                            |                                            |        |      |      |         |
| سایشی            | بی‌واک   | ɸ     | s                                            | ʃ                                          |        |      |      | h       |
| ناسوده           | ناسوده  |       | l                                            |                                            | j; j̰   |      | w    |         |
| ر-گونه           | ر-گونه  |       | r                                            | ɽ                                          |        |      |      |         |

### واکه‌ها
واکه‌های هوسه در پنج کیفیت واکه‌ای مختلف وجود دارند که همگی می‌توانند کوتاه یا بلند باشند که در مجموع ۱۰ واکه می‌شوند. افزون بر این، چهار واکه مرکب وجود دارد که این زبان را در مجموع دارای ۱۴ واج می‌کند.
تک صدایی
مصوت‌های کوتاه (مفرد): /i, u, e, o, a/.

 مصوت‌های بلند: /i:, u:, e:, o:, a:/.
واکه‌های مرکب
/ai, au, iu, ui/.

### نواخت
هائوسا یک زبان نواخت‌بر است. هر یک از پنج واکه آن ممکن است دارای نواخت کم، زیاد یا افتان باشد. در هوسه نوشتاری معیار، لحن مشخص نمی‌شود. در مواد زبانی و آموزشی اخیر، نواخت‌ها با استفاده از حرکت‌گذاری مشخص می‌شوند.
à è ì ò ù – نواخت پایین: اکسان گراو (`)
â ê î ô û – نواخت افتان: هشتک (ˆ)
اکسان اگو (´) ممکن است برای نواخت بالا استفاده شود، اما روش معمول این است که لحن بالا را بدون علامت بگذارند.

## سامانه‌های نوشتاری

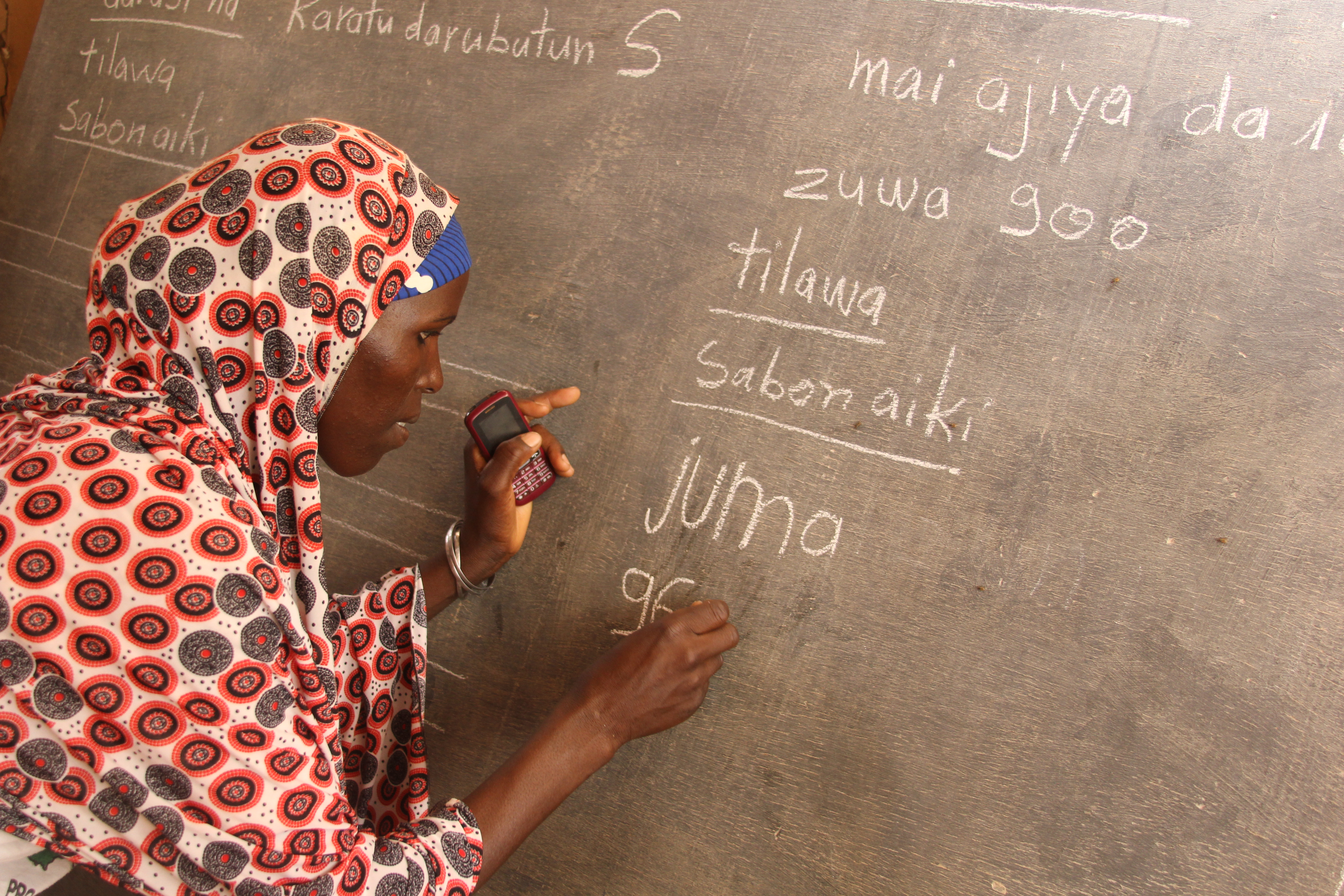
زنی در حال نوشتن به هوسه

### بوکو (لاتین)
دستور خط رسمی نوین یک الفبای لاتین به نام بوکو است که در دهه ۱۹۳۰ توسط دولت استعماری بریتانیا معرفی شد.
| A a | B b | Ɓ ɓ | C c  | D d   | Ɗ ɗ | E e   | F f | G g     | H h | I i | J j    | K k  | Ƙ ƙ  | L l |
| --- | --- | --- | ---- | ----- | --- | ----- | --- | ------- | --- | --- | ------ | ---- | ---- | --- |
| /a/ | /b/ | ɓ   | /tʃ/ | /d/   | ɗ   | /e/   | ɸ   | /ɡ/     | /h/ | /i/ | /(d)ʒ/ | /k/  | /kʼ/ | /l/ |
| M m | N n | O o | R r  | (R̃ r̃) | S s | Sh sh | T t | Ts ts]] | U u | W w | Y y    | Ƴ ƴ) | Z z  | ʼ   |
| /m/ | /n/ | /o/ | ɽ    | r     | /s/ | /ʃ/   | /t/ | /(t)sʼ/ | /u/ | /w/ | /j/    | /ʔʲ/ | /z/  | /ʔ/ |

### عجمی (عربی)
هوسه نیز از اوایل قرن هفدهم به الفبای عربی عجمی نوشته شده‌است. اولین اثر شناخته شده‌ای که در هوسه نوشته شد، ریویار نبی موسی توسط عبداللهی سوکا در قرن هفدهم است. [این متون اولیه به زبان عربی نوشته شده‌اند] هیچ سیستم معیاری برای استفاده از عجمی وجود ندارد و نویسندگان مختلف ممکن است از حروف با ارزش‌های متفاوت استفاده کنند. مصوت‌های کوتاه به‌طور منظم با کمک حرکت‌گذاری‌ها نوشته می‌شوند که به ندرت در متون عربی غیر از قرآن استفاده می‌شود. بسیاری از نسخه‌های خطی قرون وسطایی هوسه به زبان عجمی، مشابه نسخه‌های خطی تیمبوکتو، اخیراً کشف شده‌اند. برخی از آن‌ها حتی صورت فلکی و تقویم را توصیف می‌کنند. همخوان‌های آن عبارتند از:
| ب | [b]  |
| ٻ | [ɓ]  |
| ث | [tʃ] |
| د | [d]  |
| ط | [ɗ]  |
| ف | [β]  |
| غ | [ɡ]  |
| ه | [h]  |
| ج | [dʒ] |
| ك | [k]  |
| ق | [k’] |
| ل | [l]  |

| م | [m]      |
| ن | [n]      |
| ر | [r], [ɾ] |
| س | [s]      |
| ش | [ʃ]      |
| ت | [t]      |
| ڟ | [ts’]    |
| و | [w]      |
| ى | [j]      |
| ع | [ʔ]      |
| ز | [z]      |
|   |          |

حروف صدادار:
| ◌َ   | [a]       |
| ◌َا  | [:a]      |
| ◌ِ   | [ɪ]       |
| ◌ِي  | [i]       |
| ◌ُ   | [o],[u]   |
| ◌ُو  | [:o],[:u] |
| ◌ُوا | [:o]      |
| ◌ٜ   | [e]       |
| ◌ٜيٰ  | [:e]      |

## نمونه‌ها
| فارسی  | هوسه (بوکو) | هوسه (عجمی) | تلفظ      |
| ------ | ----------- | ----------- | --------- |
| دانش   | sani        | سَنِي         | [sanii]   |
| آسمان  | sama        | سمَّ          | [samma]   |
| آب     | ruwa        | رُوَ          | [roua]    |
| آتش    | wuta/huta   | هُوتَ         | [houta]   |
| مرد    | namiji      | نَمِجِ         | [namidji] |
| زن     | mace        | مَثٜيٰ         | [matché]  |
| خوردن  | ci          | ثِ           | [tchi]    |
| نوشیدن | sha         | شَ           | [cha]     |